# Jan Solans
Jan Solans Baldó (Matadepera, 25 dicembre 1997) è un pilota di rally spagnolo, vincitore del titolo mondiale 2019 nella categoria Junior WRC.
Ha un fratello maggiore, Nil, anch'egli pilota di rally di livello internazionale.

## Biografia
Affiancato sin dagli esordi dal copilota Mauro Barreiro, suo connazionale, Solans iniziò la carriera rallystica nel 2016, gareggiando nel campionato nazionale spagnolo con una Mitsubishi Lancer Evo X, classificandosi 26º a fine stagione e anche nell'Iberian Rally Trophy, serie organizzata dalla FIA, in cui fu ventunesimo.

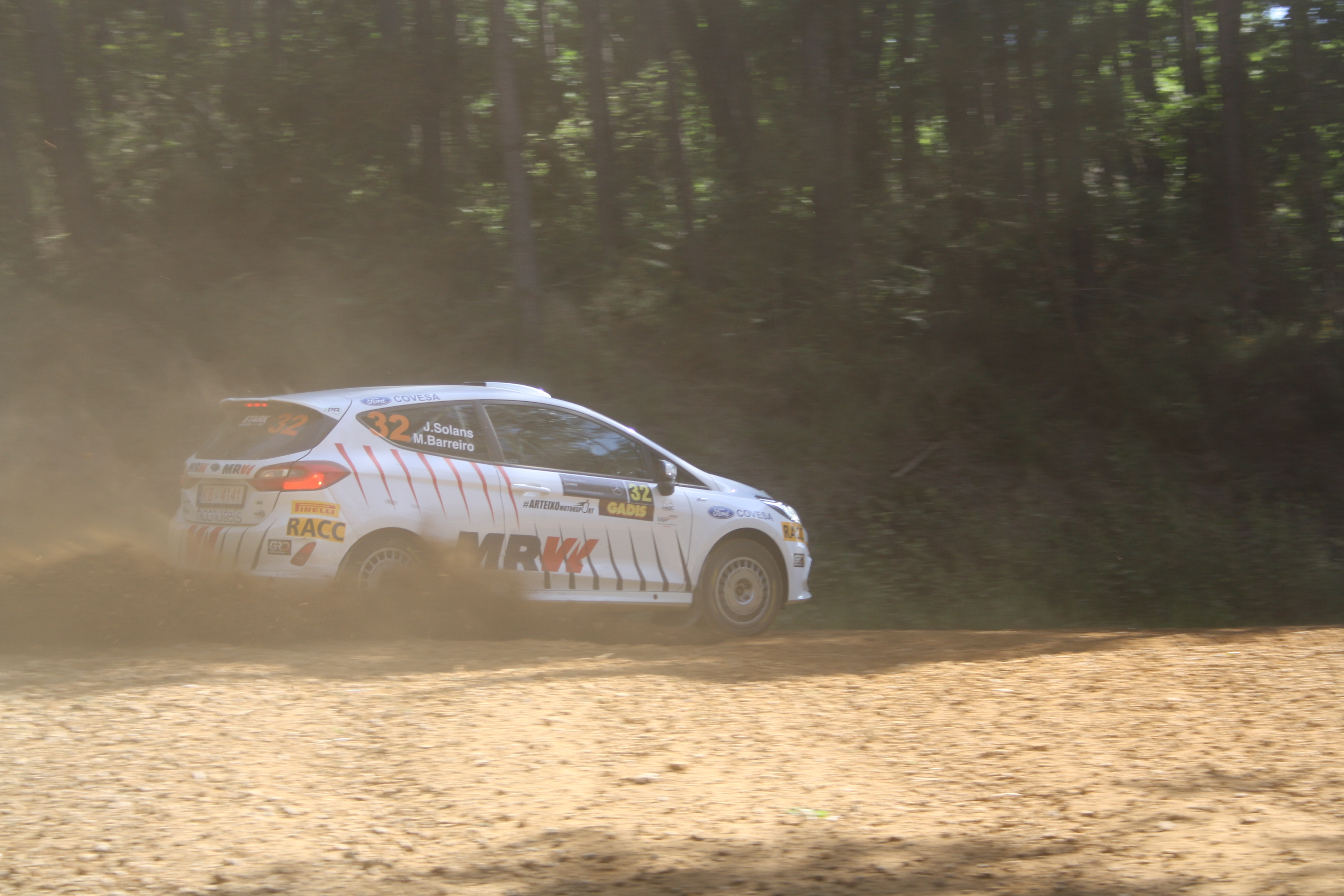
Solans con la Ford Fiesta R2T durante una gara del Campionato Spagnolo Terra nel 2019

Seguitò a gareggiare nel campionato spagnolo, in quello regionale catalano e nell'Iberian Trophy anche nel 2017 e nel 2018 con una Peugeot 208 R2 del team Escudería Motor Terrassa. Nel 2017 debuttò inoltre nel mondiale rally, disputando il rally di Catalogna, dove si piazzò al 41º posto assoluto e al decimo nella classe RC4.
Nel 2019 Solans prese parte al mondiale Junior WRC con una Ford Fiesta R2T e riuscì a fine anno ad aggiudicarsi il campionato, precedendo gli svedesi Tom Kristensson e Dennis Rådström. Grazie a questo risultato, poche settimane dopo la conquista del titolo, gli venne messa a disposizione una nuova Ford Fiesta R5 Mk2 con cui partecipò al successivo rally di Catalogna, piazzandosi decimo (a punti) nella categoria WRC-2.

## Palmarès
- Junior World Rally Championship (2019)

### Vittorie nel Junior WRC
| Nº | Anno | Rally                  | Copilota       | Vettura           | Squadra           |
| -- | ---- | ---------------------- | -------------- | ----------------- | ----------------- |
| 1  | 2019 | Rally di Sardegna      | Mauro Barreiro | Ford Fiesta R2T19 | Rallye Team Spain |
| 2  | 2019 | Rally di Gran Bretagna | Mauro Barreiro | Ford Fiesta R2T19 | Rallye Team Spain |

### Vittorie nel WRC-2
| Nº | Anno | Rally                | Copilota        | Vettura                |
| -- | ---- | -------------------- | --------------- | ---------------------- |
| 1  | 2024 | Rally del Portogallo | Rodrigo Sanjuan | Toyota GR Yaris Rally2 |

### Vittorie nel WRC-2 Challenger
| Nº | Anno | Rally                | Copilota        | Vettura                |
| -- | ---- | -------------------- | --------------- | ---------------------- |
| 1  | 2024 | Rally del Portogallo | Rodrigo Sanjuan | Toyota GR Yaris Rally2 |
| 2  | 2025 | Safari Rally         | Rodrigo Sanjuan | Toyota GR Yaris Rally2 |

## Risultati nel mondiale rally

### WRC
| 2017 | Scuderia                 | Vettura         |  |  |  |  |  |  |  |  |  |  |    |  |  |  |  |  | Punti | Pos. |
| ---- | ------------------------ | --------------- |  |  |  |  |  |  |  |  |  |  | -- |  |  |  |  |  | ----- | ---- |
| 2017 | Escudería Motor Terrassa | Ford Fiesta R2T |  |  |  |  |  |  |  |  |  |  | 41 |  |  |  |  |  | 0     |      |

| 2018 | Scuderia                 | Vettura        |  |  |  |  |  |     |  |  |  |  |  |    |  |  |  |  | Punti | Pos. |
| ---- | ------------------------ | -------------- |  |  |  |  |  | --- |  |  |  |  |  | -- |  |  |  |  | ----- | ---- |
| 2018 | Escudería Motor Terrassa | Peugeot 208 R2 |  |  |  |  |  | Rit |  |  |  |  |  | 26 |  |  |  |  | 0     |      |

| 2019 | Scuderia         | Vettura                              |  |    |  |    |  |  |  |    |    |  |  |    |    |  |  |  | Punti | Pos. |
| ---- | ---------------- | ------------------------------------ |  | -- |  | -- |  |  |  | -- | -- |  |  | -- | -- |  |  |  | ----- | ---- |
| 2019 | Rally Team Spain | Ford Fiesta R2T e Ford Fiesta R5 Mk2 |  | 32 |  | 28 |  |  |  | 21 | 18 |  |  | 21 | 22 |  |  |  | 0     |      |

| 2020 | Scuderia | Vettura            |  |  |  |    |    |     |  |  |  |  |  |  |  |  |  |  | Punti | Pos. |
| ---- | -------- | ------------------ |  |  |  | -- | -- | --- |  |  |  |  |  |  |  |  |  |  | ----- | ---- |
| 2020 |          | Ford Fiesta Rally2 |  |  |  | 26 | 14 | Rit |  |  |  |  |  |  |  |  |  |  | 0     |      |

| 2021 | Scuderia | Vettura           |  |  |  |     |   |  |  |  |  |  |     |  |  |  |  |  | Punti | Pos. |
| ---- | -------- | ----------------- |  |  |  | --- | - |  |  |  |  |  | --- |  |  |  |  |  | ----- | ---- |
| 2021 |          | Citroën C3 Rally2 |  |  |  | Rit | 9 |  |  |  |  |  | Rit |  |  |  |  |  | 2     | 26º  |

| 2022 | Scuderia | Vettura           |  |  |  |    |   |  |  |  |  |  |  |    |  |  |  |  | Punti | Pos. |
| ---- | -------- | ----------------- |  |  |  | -- | - |  |  |  |  |  |  | -- |  |  |  |  | ----- | ---- |
| 2022 |          | Citroën C3 Rally2 |  |  |  | 43 | 9 |  |  |  |  |  |  | 19 |  |  |  |  | 2     | 29º  |

| 2024 | Scuderia | Vettura                |    |    |  |  |   |   |  |  |    |    |    |  |    |  |  |  | Punti | Pos. |
| ---- | -------- | ---------------------- | -- | -- |  |  | - | - |  |  | -- | -- | -- |  | -- |  |  |  | ----- | ---- |
| 2024 |          | Toyota GR Yaris Rally2 | 14 | 22 |  |  | 8 | 8 |  |  | 15 | 11 | 16 |  | 23 |  |  |  | 6     | 22º  |

| 2025 | Scuderia | Vettura                |  |  |   |  |    |    |    |  |  |  |  |  |  |  |  |  | Punti | Pos. |
| ---- | -------- | ---------------------- |  |  | - |  | -- | -- | -- |  |  |  |  |  |  |  |  |  | ----- | ---- |
| 2025 | PH.Ph    | Toyota GR Yaris Rally2 |  |  | 7 |  | 14 | 12 | 24 |  |  |  |  |  |  |  |  |  | 4     |      |

| Legenda | 1º posto | 2º posto | 3º posto | A punti | Senza punti | Ritirato | Squalificato | NP=Non partito C=Gara cancellata | Apice=Power stage |

### WRC-2
| 2019 | Scuderia | Vettura            |  |  |  |  |  |  |  |  |  |  |  |  |    |  |  |  | Punti | Pos. |
| ---- | -------- | ------------------ |  |  |  |  |  |  |  |  |  |  |  |  | -- |  |  |  | ----- | ---- |
| 2019 |          | Ford Fiesta R5 Mk2 |  |  |  |  |  |  |  |  |  |  |  |  | 10 |  |  |  | 1     | 48º  |

| 2022 | Scuderia | Vettura           |  |  |  |     |   |  |  |  |  |  |  |   |  |  |  |  | Punti | Pos. |
| ---- | -------- | ----------------- |  |  |  | --- | - |  |  |  |  |  |  | - |  |  |  |  | ----- | ---- |
| 2022 |          | Citroën C3 Rally2 |  |  |  | 213 | 2 |  |  |  |  |  |  | 9 |  |  |  |  | 21    | 19º  |

| 2024 | Scuderia | Vettura                |   |    |  |  |   |   |  |  |  |   |   |  |    |  |  |  | Punti | Pos. |
| ---- | -------- | ---------------------- | - | -- |  |  | - | - |  |  |  | - | - |  | -- |  |  |  | ----- | ---- |
| 2024 |          | Toyota GR Yaris Rally2 | 6 | 12 |  |  | 1 | 3 |  |  |  | 8 | 9 |  | 11 |  |  |  | 54    | 8º   |

| 2025 | Scuderia | Vettura                |  |  |   |  |   |   |    |  |  |  |  |  |  |  |  |  | Punti | Pos. |
| ---- | -------- | ---------------------- |  |  | - |  | - | - | -- |  |  |  |  |  |  |  |  |  | ----- | ---- |
| 2025 | PH.Ph    | Toyota GR Yaris Rally2 |  |  | 2 |  | 5 | 4 | 14 |  |  |  |  |  |  |  |  |  | 39    |      |

| Legenda | 1º posto | 2º posto | 3º posto | A punti | Senza punti | Ritirato | Squalificato | NP=Non partito C=Gara cancellata | Apice=Power stage |

### WRC-2 Junior/WRC-2 Challenger
| 2022 | Scuderia | Vettura           |  |  |  |   |   |  |  |  |  |  |  |   |  |  |  |  | Punti | Pos. |
| ---- | -------- | ----------------- |  |  |  | - | - |  |  |  |  |  |  | - |  |  |  |  | ----- | ---- |
| 2022 |          | Citroën C3 Rally2 |  |  |  | 7 | 2 |  |  |  |  |  |  | 5 |  |  |  |  | 34    | 13º  |

| 2024 | Scuderia | Vettura                |   |    |  |  |   |   |  |  |  |   |   |  |    |  |  |  | Punti | Pos. |
| ---- | -------- | ---------------------- | - | -- |  |  | - | - |  |  |  | - | - |  | -- |  |  |  | ----- | ---- |
| 2024 |          | Toyota GR Yaris Rally2 | 4 | 10 |  |  | 1 | 2 |  |  |  | 7 | 6 |  | 10 |  |  |  | 71    | 5º   |

| 2025 | Scuderia | Vettura                |  |  |   |  |   |   |    |  |  |  |  |  |  |  |  |  | Punti | Pos. |
| ---- | -------- | ---------------------- |  |  | - |  | - | - | -- |  |  |  |  |  |  |  |  |  | ----- | ---- |
| 2025 | PH.Ph    | Toyota GR Yaris Rally2 |  |  | 1 |  | 2 | 4 | 10 |  |  |  |  |  |  |  |  |  | 55    |      |

| Legenda | 1º posto | 2º posto | 3º posto | A punti | Senza punti | Ritirato | Squalificato | NP=Non partito C=Gara cancellata | Apice=Power stage |

### WRC-3
| 2020 | Scuderia | Vettura            |  |  |  |    |   |     |  |  |  |  |  |  |  |  |  |  | Punti | Pos. |
| ---- | -------- | ------------------ |  |  |  | -- | - | --- |  |  |  |  |  |  |  |  |  |  | ----- | ---- |
| 2020 |          | Ford Fiesta Rally2 |  |  |  | 12 | 6 | Rit |  |  |  |  |  |  |  |  |  |  | 8     | 23º  |

| 2021 | Scuderia | Vettura           |  |  |  |     |   |  |  |  |  |  |     |  |  |  |  |  | Punti | Pos. |
| ---- | -------- | ----------------- |  |  |  | --- | - |  |  |  |  |  | --- |  |  |  |  |  | ----- | ---- |
| 2021 |          | Citroën C3 Rally2 |  |  |  | Rit | 3 |  |  |  |  |  | Rit |  |  |  |  |  | 16    | 24º  |

| Legenda | 1º posto | 2º posto | 3º posto | A punti | Senza punti | Ritirato | Squalificato | NP=Non partito C=Gara cancellata | Apice=Power stage |

### Junior WRC
| 2019 | Scuderia         | Vettura         |  |   |  |   |  |  |  |   |   |  |  |   |  |  |  |  | Punti | Pos. |
| ---- | ---------------- | --------------- |  | - |  | - |  |  |  | - | - |  |  | - |  |  |  |  | ----- | ---- |
| 2019 | Rally Team Spain | Ford Fiesta R2T |  | 3 |  | 4 |  |  |  | 1 | 2 |  |  | 1 |  |  |  |  | 139   | 1º   |

| Legenda | 1º posto | 2º posto | 3º posto | A punti | Senza punti | Ritirato | Squalificato | NP=Non partito C=Gara cancellata | Apice=Power stage |